# Pivier
Pivier (Contopus) är ett fågelsläkte i familjen tyranner inom ordningen tättingar. Släktet omfattar 16 arter som förekommer från Alaska till nordvästra Argentina samt i Västindien:
- Nordpivi (C. cooperi)
- Ockrapivi (C. ochraceus)
- Större pivi (C. pertinax)
- Mörk pivi (C. lugubris)
- Rökpivi (C. fumigatus)
- Hispaniolapivi (C. pallidus)
- Tumbespivi (C. punensis)
- Vitstrupig pivi (C. albogularis)
- Svartpivi (C. nigrescens)
- Brasilienpivi (C. cinereus)
- Västpivi (C. sordidulus)
- Tropikpivi (C. bogotensis)
- Östpivi (C. virens)
- Kubapivi (C. caribaeus)
- Jamaicapivi (C. hispaniolensis)
- Antillerpivi (C. latirostris)